# Paul Cadmus
Paul Cadmus (New York, 17 dicembre 1904 – 12 dicembre 1999) è stato un artista statunitense.
È meglio conosciuto per i suoi dipinti e disegni di figure di nudo maschile. I suoi lavori combinano elementi di erotismo e critica sociale producendo uno stile spesso chiamato realismo magico, di cui fu esponente anche la pittrice Bridget Bate Tichenor, che frequentò insieme a lui la «Art Students League» di New York.

## Lista di opere
- Jerry, 1931, Toledo Museum of Art, Toledo, Ohio
- YMCA Locker Room, 1933
- Shore Leave, 1933
- The Fleet's In!, 1934, Navy Art Gallery, Washington Navy Yard
- Greenwich Village Cafeteria, 1934
- Coney Island (oil painting), 1934, Los Angeles County Museum of Art
- Coney Island (etching), 1935, Los Angeles County Museum of Art
- Aspects of Suburban Life: Main Street, 1935, D.C. Moore Gallery
- Aspects of Suburban Life: Golf, 1936, Virtual Museum of Canada
- Sailors and Floozies, 1938, Whitney Museum of American Art, New York City
- Pocahontas and John Smith, 1938, Port Washington Post Office
- Two Boys on a Beach #1, 1938, D.C. Moore Gallery
- Bathers, 1939
- Herrin Massacre, 1940, Columbus Museum of Art, Columbus, Ohio
- Aviator, 1941
- The Shower, 1943
- Point O' View, 1945, Williams College Museum of Art, Williamstown, Massachusetts
- The Seven Deadly Sins, 1945–1949, Metropolitan Museum of Art, New York City
- Fences, 1946, Crystal Bridges Museum of American Art, Bentonville, Arkansas
- What I Believe, 1947–1948, McNay Art Museum, San Antonio, Texas
- Playground, 1948, Georgia Museum of Art, Athens, Georgia
- The Bath, 1951
- Manikins, 1951
- Bar Italia, 1953–55
- Night in Bologna, 1958, Smithsonian American Art Museum, Washington, DC
- Sunday Sun, 1958–1959
- Le Ruban Dénoué: Hommage à Reynaldo Hahn, 1963, Columbus Museum of Art (Philip J. & Suzanne Schiller collection), Columbus, Ohio
- Jon Anderson in White Tights, 1966 Crystal Bridges Museum of American Art, Bentonville, Arkansas
- Male Nude, 1966, Kemper Museum of Contemporary Art, Missouri
- The Eighth Sin: Jealousy, 1982–1983, Metropolitan Museum of Art, New York City
- The Haircut, 1986
- Final Study for the House that Jack Built, 1987, D.C. Moore Gallery
- Me: 1940–1990, 1990, D.C. Moore Gallery
- Jon Reading NM248, 1992, D.C. Moore Gallery
- Jon Extracting a Splinter NM255, 1993, D.C. Moore Gallery
- Self-Portrait, Crystal Bridges Museum of American Art, Bentonville, Arkansas